# Weberbuurt
Weberbuurt was een buurtschap in de gemeente Haarlemmermeer bij het kruispunt van de Kruisweg (N201) en de IJweg.
De buurtschap wordt niet door plaatsnaamborden aangegeven. Na 1978 is de lintbebouwing geheel omgeven door de Hoofddorpse wijken Bornholm, Overbos en Vrijschot en het Haarlemmermeerse Bos.